# Flugplatz Efogi

i7
i11
i13
Der Flugplatz Efogi (IATA-Code: EFG, ICAO-Code: AYEF) ist ein Flugplatz in der papua-neuguineischen Ortschaft Efogi. Er liegt etwa 500 Meter westlich der Siedlung.